# ترکیب یگان‌های نیروهای محور در نبرد استالینگراد
این نوشتار شامل یگان‌های نیروی زمینی آلمان و متحدان آن در جریان نبرد استالینگراد از ماه سپتامبر سال ۱۹۴۲ تا ماه فوریه سال ۱۹۴۳ است:

## ترکیب نیروها

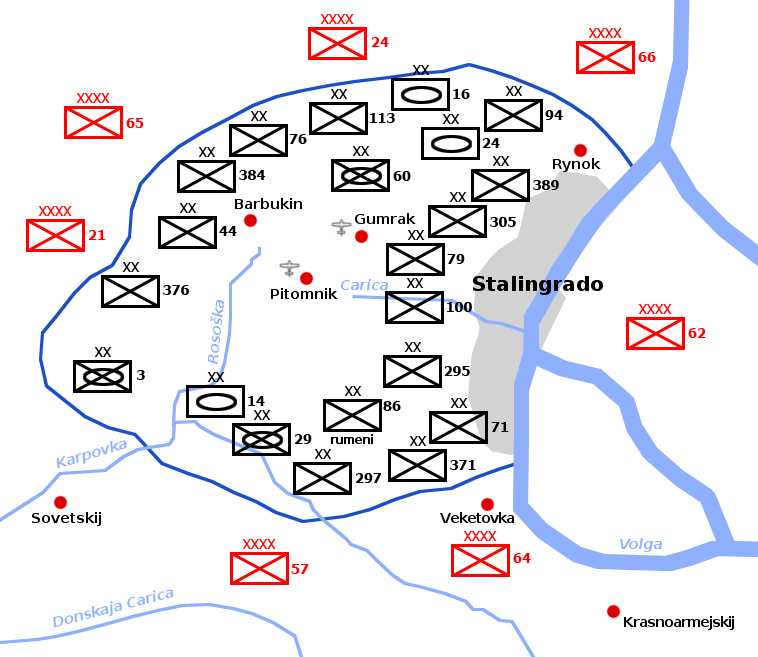
نقشه موقعیت یگان‌های درگیر نبرد پس از عملیات اورانوس توسط ارتش سرخ شوروی و به محاصره افتادن ارتش ششم ورماخت

### آلمان
- ارتش ششم - سپهبد فریدریش پائولوس
  - سپاه ۴ - سپهبد اروین یانیکه، از ۱۷ ژانویه ۱۹۴۳ سپهبد مکس ففر
    - لشکر ۲۹ پیاده‌نظام موتوریزه - سرتیپ هانس-گئورگ لیزر
    - لشکر ۲۹۷ پیاده‌نظام - سپهبد مکس ففر، از ۱۶ ژانویه ۱۹۴۳ سرتیپ موریتس فون دربر
    - لشکر ۳۷۱ پیاده‌نظام - سرلشکر ریکارد اشتمپل

  - سپاه ۸ - سپهبد والتر هایتس (ارتقا به ارتشبد از ژانویه ۱۹۴۳)
    - لشکر ۷۶ پیاده‌نظام - سرلشکر کارل رودنبورگ
    - لشکر ۱۱۳ پیاده‌نظام - سرلشکر هانس-هاینریش سیکست فون آرمین

  - سپاه ۱۱ - سپهبد کارل استرکر
    - لشکر ۴۴ پیاده‌نظام - سرلشکر هاینریش-آنتون دیبوی
    - لشکر ۱۷۶ پیاده‌نظام - سرلشکر الکساندر ایدلر فون دانیتس
    - لشکر ۳۸۴ پیاده‌نظام - سرلشکر اکارد فرایهر فون گابلنتس، از ۱۶ ژانویه ۱۹۴۳ سرتیپ هانس دور

  - سپاه ۱۴ - سپهبد هانس-والنتین هوبه، از ۱۷ ژانویه ۱۹۴۳ سرلشکر هلموت شلومر
    - لشکر ۳ پیاده‌نظام موتوریزه - سرتیپ هلموت شلومر، از ۱۸ ژانویه ۱۹۴۳ سرهنگ یوبست فرایهر فون هانشتاین
    - لشکر ۶۰ پیاده‌نظام موتوریزه - سرتیپ هانس-آدولف فون آرنستورف
    - لشکر ۱۶ زرهی - سرلشکر گونتر آنگرن

  - سپاه ۵۱ - سپهبد والتر فون زایدلیتس-کورتسباخ
    - لشکر ۷۱ پیاده‌نظام - سرلشکر الکساندر فون هارتمن، از ۲۵ ژانویه ۱۹۴۳ سرتیپ فریتس روسکه
    - لشکر ۷۹ پیاده‌نظام - سرلشکر ریکارد گراف فون شوورین
    - لشکر ۹۴ پیاده‌نظام - سرلشکر گئورگ فایفر
    - لشکر ۱۰۰ یگر - سرلشکر ورنر سانه
    - لشکر ۲۹۵ پیاده‌نظام - سرتیپ اوتو کورفس
    - لشکر ۳۰۵ پیاده‌نظام - سرلشکر برنارد اشتاینمتس
    - لشکر ۳۸۹ پیاده‌نظام - سرتیپ اریش ماگنوس، از ۱۹ ژانویه ۱۹۴۳ سرتیپ مارتین لاتمن
    - لشکر ۱۴ زرهی - سرتیپ مارتین لاتمن
    - لشکر ۲۴ زرهی - سرلشکر آرنو فون لنسکی

### رومانی
- ارتش سوم - فیلد مارشال پتر دومیترسکو
  - سپاه ۱ - سپهبد تئودور یونسکو
    - لشکر ۷ پیاده‌نظام - سرتیپ کنستانتین ترشچرانی
    - لشکر ۱۱ پیاده‌نظام - سرتیپ ساوو ندلا

  - سپاه دوم - سپهبد نیکولای داسکالسکو
    - لشکر ۹ پیاده‌نظام - سرتیپ کنستانتین پانائیتیو
    - لشکر ۱۴ پیاده‌نظام - سرلشکر گئورگه استاورسکو
    - لشکر ۷ سواره‌نظام - گئورگه مونتانو

  - سپاه ۴ - سپهبد کنستانتین ساناتسکو
    - لشکر ۱ سواره‌نظام - سرلشکر کنستانتین براتسکو
    - لشکر ۱۳ پیاده‌نظام - سرلشکر گئورگه یونسکو
    - لشکر ۱۵ پیاده‌نظام - سرلشکر یوآن سیون

  - سپاه ۵ - سپهبد ائورلیون سون
    - لشکر ۵ پیاده‌نظام - سرلشکر نیکولایه مازارینی
    - لشکر ۶ پیاده‌نظام - سرتیپ میهائیل لاسکر

  - دخیره
    - لشکر ۱ زرهی - گئورگه رادو
    - تیپ‌های مختلف توپخانه
- ارتش چهارم - سپهبد کنستانتین کنستانتینسکو-کلپس
  - سپاه ۶ - سپهبد کورنلیو دراگالینا
    - لشکر ۱ پیاده‌نظام - سرتیپ یوآن میهائسکو
    - لشکر ۲ پیاده‌نظام - سرتیپ دومیترو توسوده
    - لشکر ۱۸ پیاده‌نظام - سرلشکر رادو بالدسکو
    - لشکر ۲۰ پیاده‌نظام - سرلشکر نیکولای تاتارانو، بعداً رومولوس دیمیتریو

  - سپاه ۷ - سپهبد فلورا میترانسکو
    - لشکر ۴ پیاده‌نظام - سرلشکر باربو آلینسکو
    - لشکر ۵ سواره‌نظام - سرلشکر دومیترو پوپسکو
    - لشکر ۸ سواره‌نظام - سرتیپ رادو کورنه

### کرواسی
- هنگ تقویت‌شده ۳۶۹ پیاده‌نظام (بخشی از لشکر ۱۰۰ یگر آلمان) - سرهنگ ویکتور پاویچیچ، بعداً سرهنگ دوم مارکو مسیچ